# دزدان دریایی کارائیب: افسانه جک اسپارو
دزدان دریایی کارائیب: افسانه جک اسپارو (انگلیسی: Pirates of the Caribbean: The Legend of Jack Sparrow) یک بازی ویدئویی اکشن-ماجراجویی است که توسط استودیویی آمریکایی سون استودیوز برای پلی‌استیشن ۲ و مایکروسافت ویندوز توسعه یافته‌است.

## داستان
بازی دو روز پس از اتفاقات فیلم اول آغاز می‌شود، جایی که جک اسپارو و ویل ترنر در حال تلاش برای دزدیدن جمجمه تئوکواتا از یک دژ پرتغالی در پاناما هستند. همقطارانشان به آنها خیانت می‌کنند و توسط گارد سلطنتی پرتغال دستگیر می‌شوند. در حالی که با چوبه دار مواجه شده‌اند (و جک مثل همیشه به دنبال راه فرار است)، او شروع به تعریف داستان‌هایی اغراق‌آمیز و نه چندان صادقانه برای حاضران می‌کند - داستان‌هایی که همیشه ادعا می‌کند ویل یا الیزابت سوان همراه او بوده‌اند، حتی وقتی آنها اصرار دارند که اصلاً نمی‌دانند جک از چه صحبت می‌کند.
این داستان‌ها شامل موارد زیر می‌شوند:
- فرار جک از بندر ناسائو بدون شلیک حتی یک تیر
- فرار او از جزیره متروک به پشت لاک‌پشت‌های دریایی (هرچند بعداً حقیقت را اعتراف می‌کند که توسط قاچاقچیان رام نجات یافته)
- نبردش با جادوگر چینی به نام مادام تانگ
- مواجهه با لژیونی از جنگجویان نورس یخ‌زده در قطب شمال
- بازگویی داستان نفرین مروارید سیاه با اضافه کردن صحنه‌ها و دیالوگ‌هایی که هرگز اتفاق نیفتاده‌اند
پس از اینکه جک نبرد خود و ویل با کاپیتان باربوسا در ایسلا د موئرتا را تعریف می‌کند، جلاد می‌گوید اگرچه داستان جذابی بوده، اما همچنان قصد دارد آنها را اعدام کند. جک اشاره می‌کند که تمام این داستان‌سرایی‌ها فقط برای پرت کردن حواس بوده، چرا که درست در لحظه آخر توسط الیزابت نجات می‌یابند و هر سه فرار می‌کنند.
دو هفته بعد، جک و ویل استاب و دو دزد دریایی دیگر را در حالت مرگ در یک میخانه در تورتوگا پیدا می‌کنند، در حالی که جمجمه تئوکواتا در دستان استاب است. وقتی سعی می‌کنند جمجمه را بردارند، جمجمه دزدان دریایی را به عنوان اسکلت‌های زنده احیا می‌کند و آنها مجبور می‌شوند دوباره شمشیرهای خود را برای نبردی دیگر از نیام بیرون بکشند.